# Ойл-Спрингс
Ойл-Спрингс (англ. Oil Springs Reservation) — индейская резервация ирокезоязычного племени сенека, расположенная в северо-западной части штата Нью-Йорк, США.

## История
В 1627 году, когда французский миссионер-иезуит Жозеф де Ла Рош Дайон достиг этой области, территория будущей резервации принадлежала ныне несуществующему народу венро, говорящему на одном из ирокезских языков. В результате Бобровых войн эти земли завоевали сенека, чтобы расширить свои охотничьи угодья для торговли пушниной.
Во время колониальных войн сенека часто выступали на стороне Британской империи. После Американской революции Лига ирокезов окончательно распалась и большинство сенека поселилось на западе штата Нью-Йорк и северо-западе Пенсильвании. 11 ноября 1794 года сенека подписали договор Канандайгуа с правительством Соединённых Штатов. Согласно договору, они сохраняли пять участков земли, один из которых, включал будущую резервацию Ойл-Спрингс. Во время периода переселения индейцев в 1830-х годах Ogden Land Company вела переговоры о праве покупки всех оставшихся земель племени в штате Нью-Йорк. Представители компании пытались убедить вождей сенека подписать договор и переехать в Канзас, но индейцы смогли сохранить все свои резервации, за исключением Баффало-Крик в округе Эри.
В 1848 году сенека сформировали современное выборное правительство и объединились как федерально признанное племя, считая резервацию Ойл-Спрингс одной из трёх своих территорий (наряду с резервациями Аллегейни и Каттарогас). В резервации Тонаванда была сохранена традиционная форма племенного правления. Ойл-Спрингс — единственная из четырёх резерваций сенека без признанной столицы или какого-либо юрисдикционного представительства в правительстве племени.

## География
Резервация расположена на северо-западе штата Нью-Йорк, на границе округов Каттарогус и Аллегейни, примерно в 72 км к юго-востоку от города Буффало. Граничит с городами Куба и Искуа.
Общая площадь резервации составляет 2,52 км², из них 2,49 км² приходится на сушу и 0,028 км² — на воду. 1,529 км² сухопутной части Ойл-Спрингс находится в округе Аллегейни, а 0,959 км² — в округе Каттарогус.

## Демография
В 1990 году федеральная перепись населения показала, что численность резервации составляет 2 человека. По данным переписи 2000 года население выросло до 11 человек.
В 2005 году на территории Ойл-Спрингс не проживало ни одного члена племени. Согласно федеральной переписи населения 2010 года в части резервации, расположенной в округе Каттарогус, нет жителей. Единственный житель резервации являлся коренным американцем и проживал в округе Аллегейни.
В 2019 году в резервации проживало 2 человека. Расовый состав населения: белые — 1 чел., афроамериканцы — 0 чел., коренные американцы (индейцы США) — 0 чел., азиаты — 0 чел., океанийцы — 0 чел., представители других рас — 0 чел., представители двух или более рас — 1 человек. Плотность населения составляла 0,79 чел./км².